# Nesuhi Ertegün
Nesuhi Ertegün (Estambul, 26 de noviembre de 1917 - Nueva York, 15 de abril de 1989) fue un productor de jazz y presidente de la compañía discográfica estadounidense Atlantic Records. Hermano de Ahmet Ertegün.

## Biografía
Nacido en Estambul en 1917, Nesuhi y su familia, incluido su hermano menor Ahmet, se mudaron a Washington D. C. en 1935 con su padre Munir Ertegun, nombrado Embajador de Turquía en los Estados Unidos ese año. Desde temprana edad, mostró interés por el jazz, género que conocía por haber asistido a conciertos en Europa antes de que su familia se mudara a los Estados Unidos.
Durante su estancia en la Embajada de Turquía promovió conciertos de jazz. Tras el fallecimiento de su padre en 1944, la familia Ertegün regresó a Turquía y Nesuhi se mudó a California, donde contrajo matrimonio con Marili Morden, propietaria de la tienda de discos Jazz Man Record Shop. Fundó el sello discográfico Crescent Records, que publicó exclusivamente material grabado por la banda de Kid Ory. Después de comprar Jazz Man Records, publicó grabaciones de jazz tradicional hasta 1952. Aunque su principal interés fue inicialmente el jazz de Nueva Orleans, sobre el que también escribió mientras se desempeñaba como editor de la revista Record Changer, Ertegün estaba abierto a estilos más modernos. 
En 1955, mientras de preparaba para trabajar en Imperial Records para desarrollar su línea de discos de jazz, fue persuadido por su hermano Ahmet Ertegün y Jerry Wexler para que se uniera a su compañía, Atlantic Records, donde se convirtió en socio. Actuó como vicepresidente a cargo del departamento de jazz, construyendo el extenso catálogo de discos del sello. Fue responsable de invertir en el mercado de álbumes, mejorando la calidad de las grabaciones y los formatos de portada.
Como productor en Atlantic, trabajó con John Coltrane, Charles Mingus, Ornette Coleman y Modern Jazz Quartet entre muchos otros. Nesuhi también se involucró con la lista de Rhythm & Blues y Rock and Roll del sello, reclutando primero a los compositores y productores Leiber y Stoller, con quienes había trabajado en California, y produciendo varios discos exitosos para Ray Charles, Chris Connor, The Drifters, Bobby Darin y Roberta Flack.
En 1971, Nesuhi fundó WEA International, ahora Warner Music Group. Mientras estuvo en WEA International, Nesuhi demostró una gran independencia y carácter, a menudo yendo en contra de los deseos de sus homólogos estadounidenses. En la década de 1980, Nesuhi lanzó el sencillo "Girls, Girls, Girls" de los entonces desconocidos roqueros latinoamericanos Renegade, exigiendo el lanzamiento nacional de su álbum debut Rock N 'Roll Crazy. El sello nacional había exigido que los miembros de la banda cambiaran sus nombres a nombres que sonaran "menos étnicos". Nesuhi estaba indignado por la demanda y se dispuso a presentar el disco y el acto internacionalmente con los nombres de pila de la banda. Permaneció al frente de la División Internacional de Warner Records hasta que se jubiló en 1987.
Con su hermano Ahmet, también cofundó el equipo de fútbol New York Cosmos de la North American Soccer League. Fueron fundamentales para traer leyendas del fútbol como Giorgio Chinaglia, Pelé, Carlos Alberto y Franz Beckenbauer al club.
Ertegun murió el 15 de julio de 1989, a la edad de 71 años, por complicaciones de una cirugía de cáncer en el Centro Médico Mount Sinai en la ciudad de Nueva York.
Nesuhi Ertegun fue incluido póstumamente en el Salón de la Fama del Rock and Roll en 1991. Recibió póstumamente el premio Grammy Trustees Award por los logros de su vida en 1995. Por sus contribuciones al deporte del fútbol, él y Ahmet fueron incluidos en el National Soccer Hall of Fame en 2003. 
Nesuhi fue un ávido coleccionista de arte surrealista. Su colección se exhibió en el Museo Guggenheim de Nueva York en 1999, un evento descrito por The New York Times como "una banquete gourmet", lo suficientemente grande como para "llenar el Museo Solomon R. Guggenheim desde el techo hasta el vestíbulo con una poderosa exposición".